# NGC 7373
NGC 7373 је лентикуларна галаксија у сазвежђу Пегаз која се налази на NGC листи објеката дубоког неба.
Деклинација објекта је + 3° 12' 36" а ректасцензија 22h 46m 19,4s. Привидна величина (магнитуда) објекта NGC 7373 износи 13,7 а фотографска магнитуда 14,7. NGC 7373 је још познат и под ознакама CGCG 379-4, PGC 69688.